# Шайхет, Анатолий Аркадьевич
Анатолий Аркадьевич Шайхет (литературный псевдоним — Устин Малапагин; 1926—2006) — советский и российский архитектор, журналист и фельетонист-сатирик. Заслуженный архитектор РСФСР (1989). Главный редактор газеты «Моспроектовец» (1960—1965, 2004). Один из основателей сатирического музыкального ансамбля «Кохинор и Рейсшинка». Сын фотографа Аркадия Шайхета.

## Биография

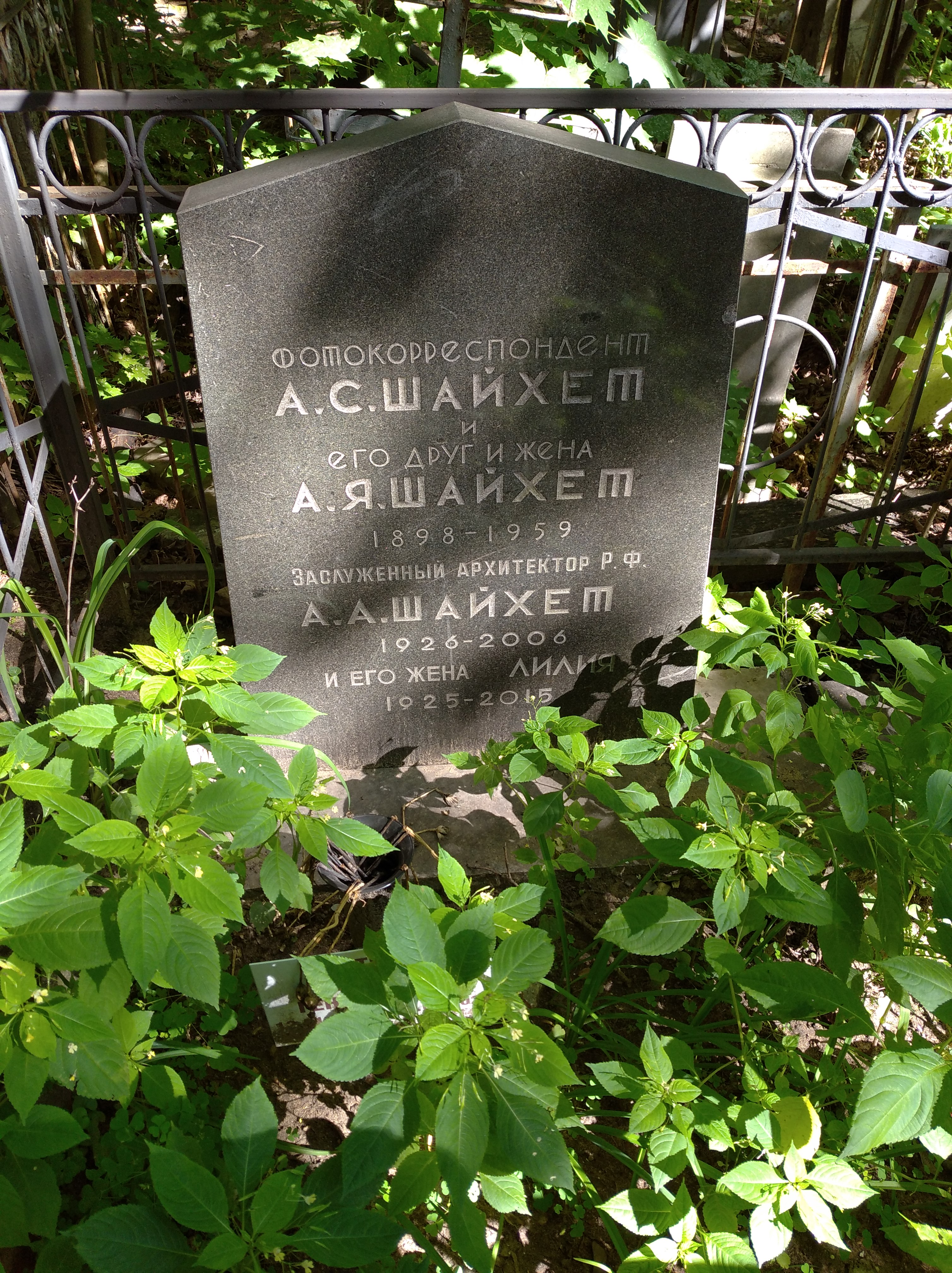
Могила Анатолия Шайхета

Родился 10 марта 1926 года в семье фотографа Аркадия Шайхета. Учился в Московском архитектурном институте (МАРХИ) у Б. С. Мезенцева. Вместе с Б. С. Мезенцевым выполнил проект Пантеона для всесоюзного конкурса.
Окончив МАРХИ в 1952 году, поступил на работу в «Моспроект». Затем работал в «Моспроекте-2», а потом — в МНИИТЭП, где с 1977 года руководил мастерской № 6. В МНИИТЭП он проработал до 1998 года.
В качестве руководителя бригады архитекторов спроектировал и построил ряд зданий в Москве: Дом связи на проспекте Калинина, училище имени Гнесиных, поликлиника в Плотниковом переулке, жилые дома по улицам Маяковского, Рылеева, Герцена и в переулках Калошином, Плотниковом, Карманицком, Кривоарбатском. Принимал участие в разработке проекта реконструкции Института имени Склифосовского, проектировал Институт судебной психиатрии.
Строил торговые центры в Вешняках, Владыкине, на Таганской площади, здание универмага «Детский мир» в Орехово-Борисове. Автор проектов кафе и пекарен. В 1970-х годах в составе авторского коллектива спроектировал и построил Здание ТАСС. В составе группы архитекторов спроектировал и построил комплекс мотелей на Варшавском шоссе (ныне торговый комплекс «Каширский двор»).
В качестве автора проектов и консультанта побывал в командировках в 17 странах. За рубежом им были построены посольство в Иране, посольство в Нигерии, представительства в Сингапуре и Бангладеш. Выполнил проект дворца культуры в Албании, который не был реализован.
В Псковской области России по проекту А. А. Шайхета совместно с местными жителями была построена часовня.
С 1960 по 1965 и в 2004 году занимал должность главного редактора газеты «Моспроектовец», освещавшей общественную, производственную, культурную и номенклатурную жизнь архитекторов Москвы. Был одним из основателей самодеятельного сатирического музыкального ансамбля «Кохинор». Исполнял в нём теноровые партии, сочинял песни, придумывал весёлые и неординарные программы и номера. По просьбе поклонника «Кохинора» С. В. Образцова начал писать пьесу для его Театра кукол. В итоге получилась не пьеса, а отдельные интермедии, из которых С. В. Образцов составил спектакль «Говорит и показывает Государственный центральный театр кукол». В 1974 году А. А. Шайхет стал сотрудником отдела фельетонов газеты «Известия», однако проработал там недолго, вернувшись в МНИИТЭП. Публиковал фельетоны в сатирическом журнале «Крокодил» под псевдонимом Устин Малапагин (название псевдонима связано с фильмом «У стен Малапаги»; под тем же псевдонимом публиковался писатель П. П. Улитин).
А. А. Шайхет был также известен как художник. Он автор множества графических и акварельных работ, которые экспонировались на его персональной выставке в Доме архитектора.
Заслуженный архитектор РСФСР (1989). Член Союза архитекторов России и Союза журналистов России.
Умер 8 сентября 2006 года. Похоронен в Москве, на Армянском кладбище в родственной могиле родителей.

Реализованные проекты
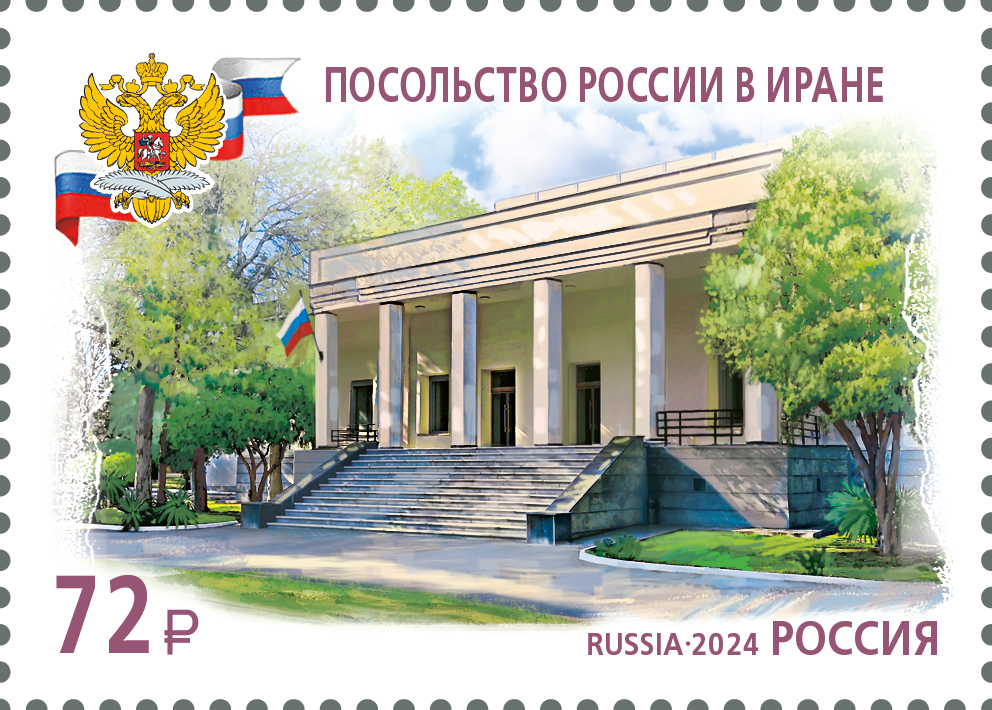
Посольство России в Иране
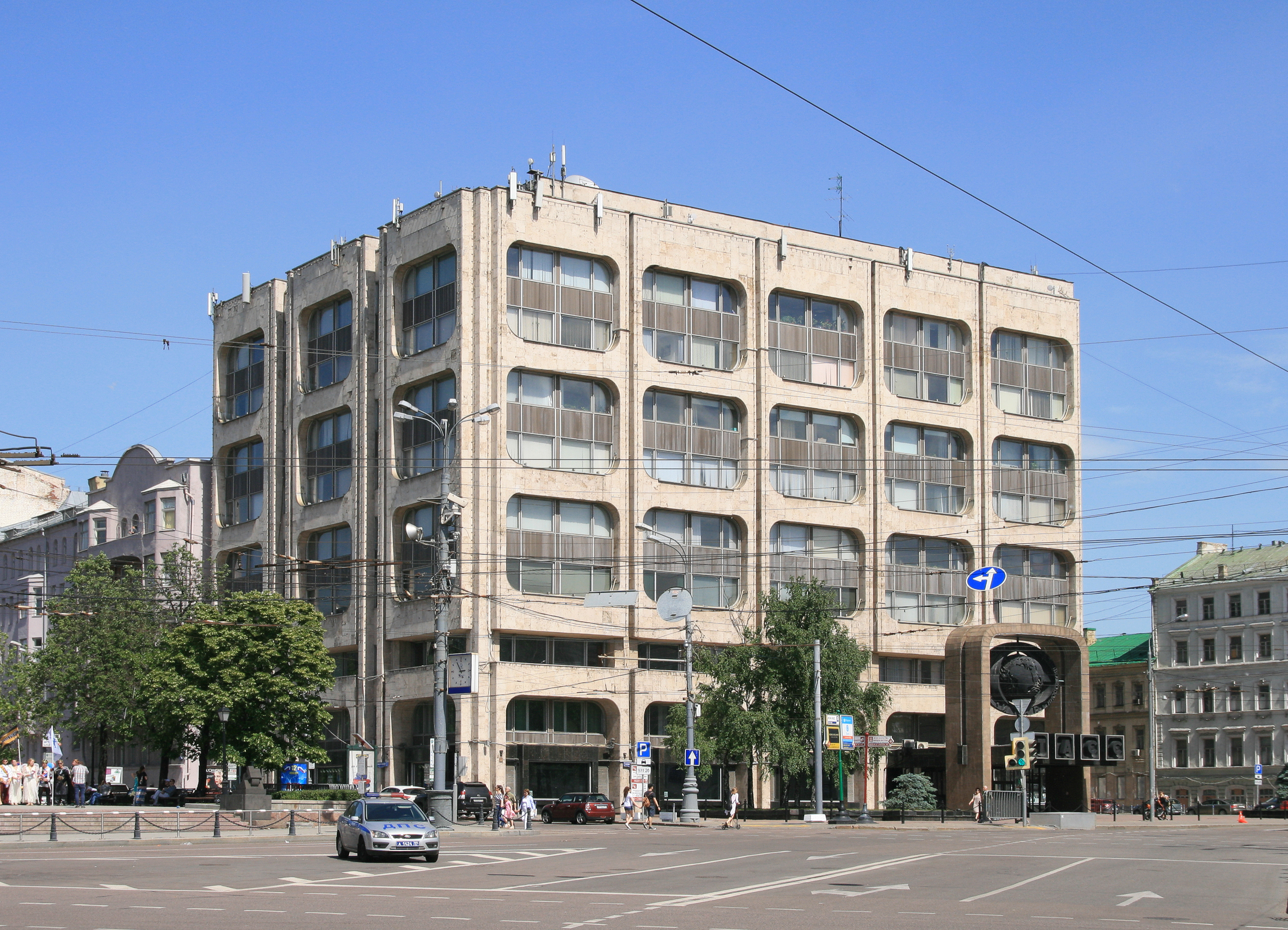
Здание ТАСС
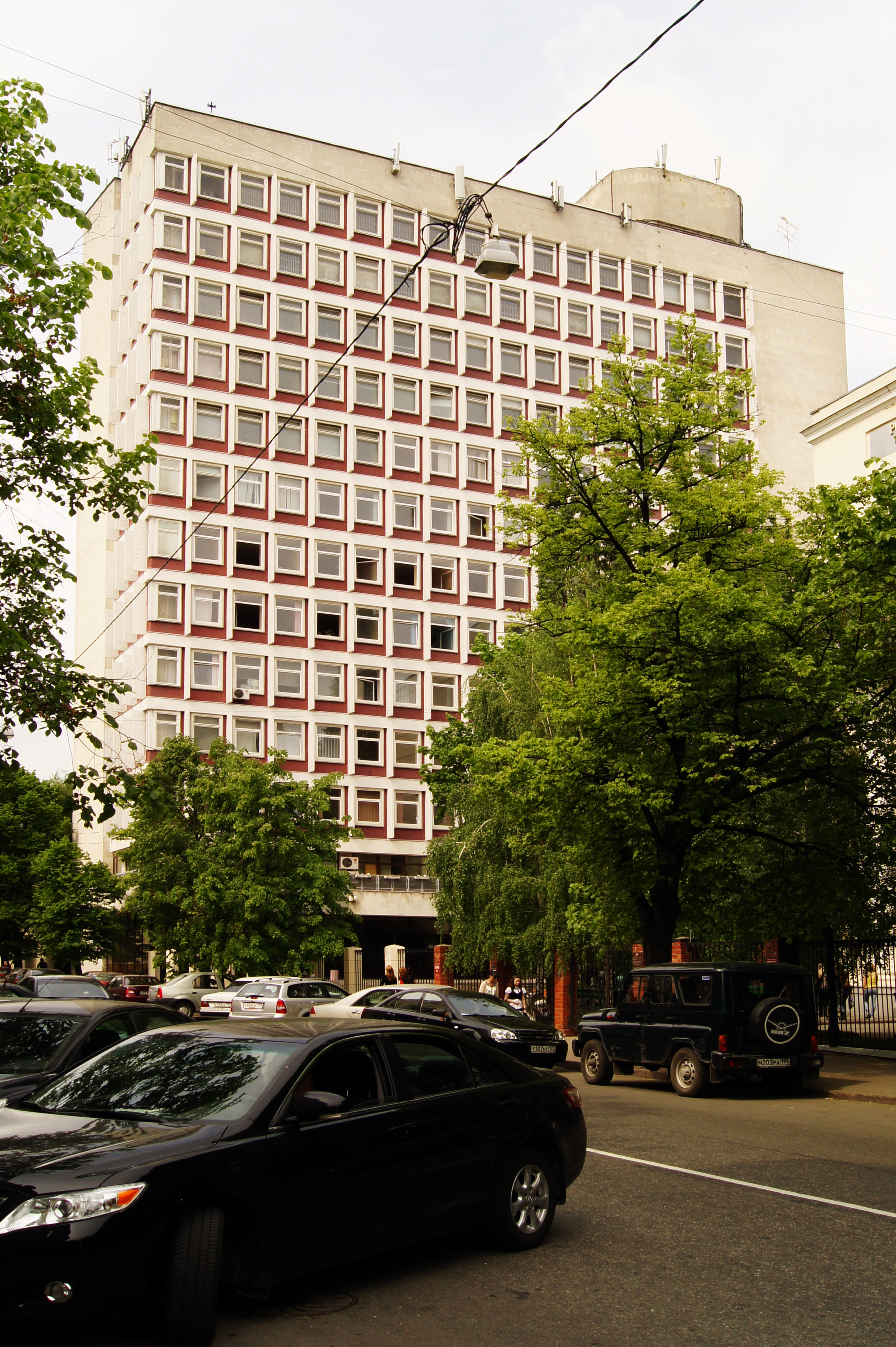
Училище имени Гнесиных

## Сочинения
- Знание — силой. — М.: Правда, 1969.
- После балла. — М.: Правда, 1976.